# كلاوس (عاصفة)
كلاوس Klaus هي عاصفة ضربت عدة مناطق في أوروبا الغربية في يناير 2009 خاصة إقليم لاند وجيروند الفرنسيين وإقليم كطالانيا والباسك الإسبانين .

تعليق

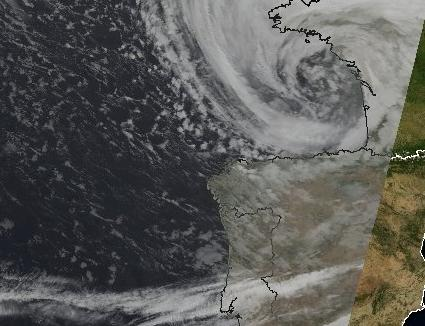
تعليق

## سرعة العاصفة
150 كم/س

## الأضرار
أدت العاصفت إلى أضرار مادية كبيرة حيث قطعت السكك الحديدية بين تولوز وبوردو وباريس و أيضا انقطاع الكهرباء عن الكثير من المنازل في فرنسا دون نسيان الأضرار البشرية فقد توفي 4 أشخاص في فرنسا و 15 في إسبانيا و العديد من الجرحى .

## التسمية
أطلق الاسم على هذه العاصفة وكالة المناخ الألمانية .